# Spezialklasse (DDR)
Die Spezialklassen für Mathematik und Physik und die  Spezialklassen für Chemie (offiziell: Spezialklassen an Mathematisch-Naturwissenschaftlichen Fakultäten der Universitäten und Hochschulen) waren in der DDR Einrichtungen zur Förderung von hochbegabten Schülern an Universitäten und Hochschulen.
Grundlage für die Gründung war die „Anweisung Nr. 9/1964 des Staatssekretariats für das Hoch- und Fachschulwesen zur Einrichtung von Spezialklassen an Mathematisch-Naturwissenschaftlichen Fakultäten der Universitäten und Hochschulen“. Sie waren damit nicht wie die Erweiterten Oberschulen (EOS) und die späteren Spezialschulen mathematisch-naturwissenschaftlich-technischer Richtung dem Ministerium für Volksbildung, sondern dem Staatssekretariat (und späteren Ministerium) für Hoch- und Fachschulwesen unterstellt. Trotz dieser Unterschiede in der Zuständigkeit wurden die Begriffe „Spezialklassen“ und „Spezialschule“ teils gemischt verwendet. So hießen z. B. die Spezialklassen der Humboldt-Universität „Spezialschule Mathematik/Physik an der Humboldt-Universität zu Berlin“ und die Klassen an der Spezialschule in Riesa Spezialklassen oder S-Klassen.

## Aufbau und Inhalt
Aufgenommen wurden Absolventen der 10. Klasse der Polytechnischen Oberschule (POS). (Im Unterschied dazu ging es in den späteren Spezialschulen schon ab der 9. Klasse los, zur Wende hin auch schon ab der 7. Klasse.) Die Spezialklassen unterrichteten den Stoff der 11. und 12. Klasse bis zum Abitur. In den Fächern, die nicht ihrer Spezialisierung entsprachen, arbeiteten sie nach den allgemeinen Lehrplänen der EOS, vermittelten in den Spezialisierungsfächern aber weit darüber hinausgehenden Stoff. Sie bereiteten die Schüler direkt auf ein entsprechendes Hochschulstudium vor und konnten damit auch zu speziellen Studienstrukturen führen.
Der Unterricht wurde vor allem in den Spezialisierungsfächern, aber auch in Mathematik und Fremdsprachen weitgehend von Lehrkräften der Hochschulen durchgeführt. Die Klassenstärke war mit durchschnittlich 15 Schülern deutlich geringer als bei üblichen Abiturklassen.

## Die einzelnen Spezialklassen
1964 entstanden Spezialklassen an folgenden fünf Hochschulen:
| Hochschule/Universität                                | Spezialklassen                                                   | von—bis                   | Adresse/Ort                                              |
| ----------------------------------------------------- | ---------------------------------------------------------------- | ------------------------- | -------------------------------------------------------- |
| Humboldt-Universität zu Berlin                        | Spezialklassen/-schule Mathematik/Physik (anfangs noch einzügig) | November 1964 — Juli 1992 | Burgstr. 26, Berlin                                      |
| Martin-Luther-Universität Halle-Wittenberg            | Spezialklassen für Mathematik und Physik                         | 1964–1991                 | Reichardstraße 9                                         |
| Technische Hochschule "Otto von Guericke" Magdeburg   | Spezialklassen für Mathematik und Physik                         | 1964–1991                 | ?                                                        |
| Technische Hochschule Karl-Marx-Stadt                 | Spezialklassen für Mathematik                                    | 1964–1992                 | Reichenhainer Straße 39, Karl-Marx-Stadt, jetzt Chemnitz |
| Technische Hochschule "Carl Schorlemmer" in Merseburg | Spezialklassen für Chemie                                        | 1964–1992                 | ?                                                        |

Von den insgesamt 14 Spezialschulen mathematisch-naturwissenschaftlich-technischer Richtung, die in den 1980er Jahren gegründet wurden, gab es jeweils auch eine in Berlin, Halle, Magdeburg und Karl-Marx-Stadt. In diesen vier Städten gab es zu dieser Zeit somit sowohl die Spezialklassen an den Hochschulen als auch Spezialschulen. Als erstere im Zuge der Angleichung an das westdeutsche Bildungssystem 1991 bzw. 1992 schließen mussten, konnten die Schüler der Spezialklassen an die Spezialschulen wechseln und dort ihr Abitur ablegen.

## Arbeitsgemeinschaften für Schüler
An verschiedenen Hochschulen und Universitäten der DDR gab es auch Arbeitsgemeinschaften für Hochbegabte, etwa die Arbeitsgemeinschaft Mathematik an der Technischen Hochschule Dresden (jetzt TU) oder den Bezirksklub Junger Mathematiker an der Martin-Luther-Universität Halle-Wittenberg und die Bezirkskorrespondenzzirkel für Mathematik und Chemie an der TU Karl-Marx-Stadt (jetzt TU Chemnitz). Diese waren zwar organisatorisch nicht mit den Spezialklassen verknüpft, jedoch wurden Informationen über die Möglichkeit der Spezialklassenausbildung an die Mitglieder der Arbeitsgemeinschaften und Korrespondenzzirkel verteilt.